# 希维托赫洛维采
希维托赫洛维采 (國際音標:[ɕfjɛntɔxwɔˈvit͡sɛ], 波蘭語:Świętochłowice), 是一個位于波蘭南部的城市, 隶属西里西亚省，原本是屬卡托维兹省(1975年-1998年)，並且有55,527位居民 (2005年估計)。

## 歷史
在1943年時, 德國的奥斯威辛集中营營區設開在希维托赫洛维采的Zgoda勞改營。
從1945年1月時，這個勞改營又被波蘭的共產政府再度使用。在1945年期間有2,500位囚犯失去他們的生活在那個勞改營. 這勞改營在11月終於被關閉了。

## 地點

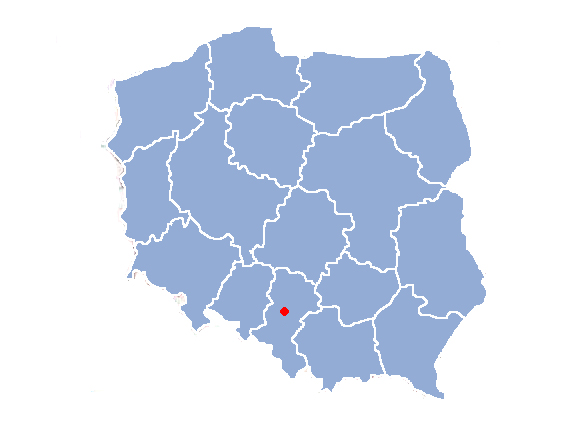

希维托赫洛维采是位於在西里西亚高原的南部地區。 
它的疆界是與貝托姆 (北部), 魯達希隆斯卡 (西部，南部的西部) 和霍茹夫 (東部，南部角落)。

## 人口
希维托赫洛维采有居住55,527個人。 這城市在波蘭的人口密度算是最大的，這裡居民密度有大約4200人 per km².

## 氣候
每年降雨雪的總和是大約700毫米，最大的降雨雪是在7月而最小在2月. 高度年溫度通常是7 °C. 在1月，平均溫度是近似地-5 °C, 而在7月是18 °C。

## 土壤
在希维托赫洛维采市主要是出現布魯納德土壤(Brunate Soil)和沼澤土壤。

## 體育
在希维托赫洛维采最普遍的體育運動是摩托車高速道路比賽。

## 外在鏈接
- 正式網站 （页面存档备份，存于）